# Madeleine, résistante
Madeleine, résistante est une série française de bande dessinée scénarisée par Jean-David Morvan et Madeleine Riffaud et dessinée par Dominique Bertail.
Elle est consacrée à la vie de Madeleine Riffaud, figure de la Résistance.

## Genèse
En 2017, le scénariste Jean-David Morvan propose à Madeleine Riffaud de raconter sa vie en bande dessinée. D'abord réticente, Madeleine Riffaud accepte finalement le projet. Ils entament une série de conversations au cours desquelles Madeleine Riffaud évoque ses souvenirs,.
Madeleine, résistante est le fruit de ces échanges entre Madeleine Riffaud et Jean-David Morvan avec la collaboration du dessinateur Dominique Bertail qui réalise les planches à l'aquarelle en faisant usage d'une palette de bleu.
Une sélection de poèmes écrits par Madeleine Riffaud sont reproduits dans les albums de la série.

## Synopsis
Consacré à l’enfance et à l’adolescence de Madeleine Riffaud, le premier tome évoque l'engagement de la jeune femme dans la Résistance, à l’âge de 16 ans.
Le second tome raconte son entrée dans la lutte armée, à partir de 1942, jusqu'à son arrestation par la Gestapo en 1944 après le meurtre d'un officier allemand et détaille le quotidien de la résistance parisienne durant l’Occupation.
Le troisième tome aborde la détention subie par Madeleine Riffaud et témoigne de la torture qu'elle a endurée, sans éluder la brutalité des faits. Il s'achève à la veille de la libération de Paris en août 1944.

## Albums parus
Depuis 2021, trois tomes ont été publiés aux éditions Dupuis dans la collection Aire libre. La série devrait comporter à termes huit ou neuf albums.
1. La Rose dégoupillée, 2021.
2. L'édredon rouge, 2023.
3. Les nouilles à la tomate, 2024.

La sortie du tome 3, intitulé Les nouilles à la tomate, a lieu le 23 août 2024 à l'occasion du centenaire de Madeleine Riffaud et des 80 ans de la libération de Paris,. Le quatrième tome, dont la sortie est prévue pour la fin de l’année 2024, aborde cet évènement avec une histoire se déroulant uniquement sur trois jours, du 24 au 26 août 1944, lors de la libération de Paris.

## Réception
Les deux premiers tomes de la série remportent un succès critique et public important avec plus de 150 000 exemplaires vendus,.
En 2022, Jean-David Morvan et Madeleine Riffaud sont récompensés par le prestigieux prix René-Goscinny.

## Adaptation
En août 2024, une web-série d'animation historique et pédagogique mêlant les cases de la bande dessinée aux images d’archives de l’INA est mise en ligne sur la plateforme Lumni.